# Новокаховський річковий порт
Новокаховський річковий порт — підприємство галузі річкового транспорту. Розташоване на Дніпрі у Таврійську (Нова Каховка).

## Характеристика порту
Акваторія порту включає верхній б'єф (два рейди: № 1 площею 40 тис. м² і № 2 — 15 тис. м²) та нижній б'єф (150 тис. м²).
Тривалість навігації — 270 діб на рік. Льодовий режим починається з середини грудня і закінчується в середині березня. Панівний вітер — північно-східний. Максимальне хвилювання — 2,1 м.
Приймаються всі типи річкових суден та судна типу «річка-море». Осадка — до 3,6 м. Швидкість руху в акваторії — 5 км/год.
Порт надає послуги з перевезення сипучих мінерально-будівельних вантажів, вантажів у біг-бегах, пакетованих вантажів; зберігання, зважування вантажів. Також можливе зберігання вантажу, враховуючи пересування складом. Загальна площа відкритих складів 61,5 тис. м².

## Керівництво
- Філь Тетяна Григорівна